# Трудолюбиве
Трудолюби́ве (раніше ще звалось Турки) — село Миргородського району Полтавської області. Населення станом на 2001 рік становило 6 осіб. Входить до складу Білоцерківської сільської громади.

## Географія
Село Трудолюбиве знаходиться на лівому березі річки Балаклійка, вище за течією і на протилежному березі розташоване село Корнієнки.
Віддаль до селища Велика Багачка — 30 км. Найближча залізнична станція Сагайдак — за 38 км.

## Історія
Село було засноване у XX ст. як хутір Турки Великобагачанського району.
До жовтня 2016 року Трудолюбиве входило до Корнієнківської сільської ради.
13 жовтня 2016 року шляхом об'єднання Корнієнківської та Рокитянської сільських рад Великобагачанського району була утворена Рокитянська сільська об'єднана територіальна громада з адміністративним центром у с. Рокита.
Сьогодні село відноситься до зникаючих сіл України.